# Johann Kaspar Mertz

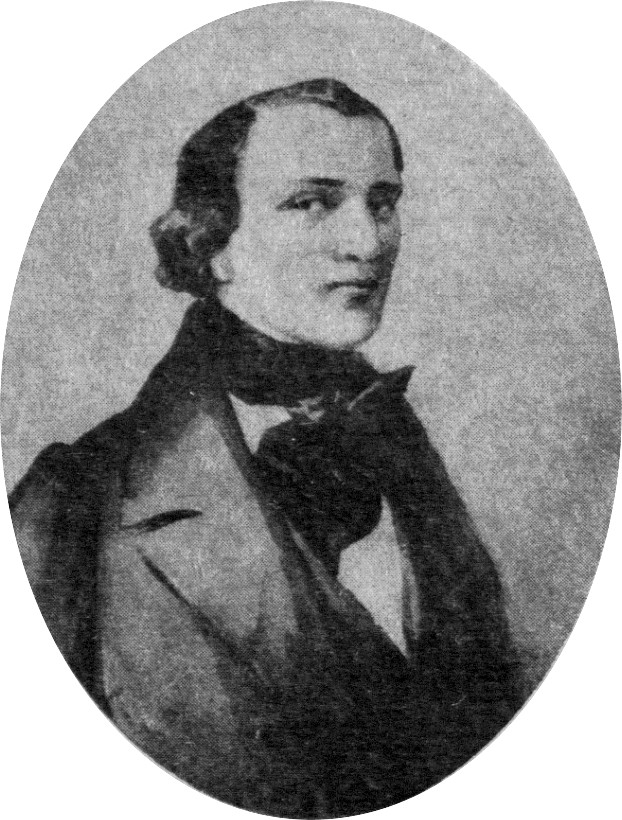
Johann Kaspar Mertz

Johann Kaspar Mertz, eigentlich Caspar Joseph Mertz (* 17. August 1806 in Preßburg, heute Bratislava; † 14. Oktober 1856 in Wien), war ein österreichischer Komponist und Gitarrist der Romantik.

## Biografie
Caspar Mertz wuchs in einer armen Familie auf. Bereits mit 12 Jahren gab er Gitarren- und Flötenunterricht. In Wien, wo er seit Herbst 1840 lebte und als geschätzter Gitarrenvirtuose auftrat, war Mertz als Lehrer wie als Konzertmusiker tätig. In Dresden lernte Mertz die Pianistin Josephine Plantin kennen, die er im Dezember des Jahres 1842 heiratete. Sein Wirken in Wien ereignete sich vor dem Hintergrund des allgemeinen Verfalls des öffentlichen Interesses an der Gitarre in Wien. Die Lebensbedingungen in Wien waren für das Ehepaar Mertz daher sehr schwierig und von wirtschaftlichen Schwierigkeiten geprägt.
In einer Biografie über Mertz, die Josephine Mertz 1902 in der Zeitschrift Der Guitarrefreund verfasste, wird Johann Dubez (1828–1891) als Schüler genannt. Die zeitgenössischen Kritiken der Konzerte des C. J. Mertz kommen zu unterschiedlichen Bewertungen. Einerseits wirkten immer noch die Konzerte Regondis der Jahre 1840/41 nach, was Mertz’ Wirken einem hohen Maßstab aussetzte. Andererseits gab es kaum eine Kritik, die nicht die Gitarre als „undankbares Instrument“ darstellte. Eine professionelle, den Lebensunterhalt sichernde  Existenz als Konzertmusiker war vor diesem Hintergrund kaum möglich. So war die Existenz vor allem aus der Unterrichtstätigkeit heraus zu sichern, was auch die Notwendigkeit einschloss, Zither und Flöte zu unterrichten. Gleichwohl waren Mertz und Dubez die einzigen namhaften Vertreter der Gitarre in Wien der zweiten Jahrhunderthälfte. Mertz blieb in der Geschichte der Gitarre als Komponist präsent, insbesondere die Wiederbelebung der Gitarre um 1900 hat sich seiner Werke angenommen.
Im Jahre 1846 erkrankte Mertz. Josephine Mertz verkaufte nach dem Tode ihres Mannes dessen Manuskripte und Instrumente. Zahlreiche Werke kamen so in den Besitz des schwedischen Ingenieurs Carl Oscar Boije af Gennäs, der das Material nach seinem Tode der Schwedischen Musiksammlung (Statens Musikbibliotek) überließ.
Kurz bevor Mertz im Jahre 1856 nach schwerer Krankheit starb, gewann er, knapp vor Napoléon Coste, den Brüsseler Gitarren-Kompositionswettbewerb.

## Stil
Seine Gitarrenkompositionen haben Ähnlichkeit mit Frédéric Chopins, Felix Mendelssohn Bartholdys und Robert Schumanns Klaviermusik. Im Gegensatz dazu folgten viele seiner Zeitgenossen (zum Beispiel Fernando Sor und Dionisio Aguado) Komponisten wie Wolfgang Amadeus Mozart und Joseph Haydn. Neben seinen Eigenkompositionen zählen zu Mertz’ Werk auch Bearbeitungen von Stücken anderer Komponisten. So verarbeitete er einige Schubert-Lieder sowie mehrere Opernarien zu Stücken für Gitarre solo.
Als Gitarrist verwendete Mertz Instrumente mit erweitertem Tonumfang. In den frühen 1840er Jahren spielte er zunächst eine achtsaitige, später eine zehnsaitige Gitarre, deren zusätzliche Saiten mit der Stimmung D-C-H-A den Tonumfang nach unten diatonisch ergänzten. Diese zusätzlichen Saiten verliefen neben dem Gitarrenhals und wurden also nur „leer“ gespielt und nicht gegriffen.

## Werke
Für eine Gitarre:
- Nachtviolen, Op. 2
- Nocturne, Op. 4, Nr. 1
- Bardenklänge, Op. 13 (darunter Nr. 3, Capriccio, und Nr. 7, Variations mignonnes)
- Concertino
- Elegie
- Fantasie Hongroise
- Fantasie Originale
- Fantasy on Weber’s Last Thoughts
- Harmonie du Soir
- Introduction et Rondo Brillant, Op. 11
- Ländler, op. 9
- La Rimembranza
- Le Carneval de Venise, Op. 6
- Le Gondolier
- Le Romantique
- Les Adieux
- Pensée Fugitive
- Pianto dell’Amante
- Schubertlieder

Für zwei Gitarren:
- 3 Trauerlieder (Nänien)
- Barcarole
- Impromptu
- Tarantelle
- Unruhe
- Vespergang
- Wasserfahrt am Traunsee
- Erinnerungen an Ungarn I + II
- Ständchen
- Mazurka
- Deutsche Weise
- Vespergesang
- La Rage. Grande Fantaisie concertante

Für Mandoline und Gitarre:
- Chanson sans paroles

## Historische Verweise
„J. K. und Josephine Mertz, Ersterer ein Guitarre-Virtuose, Letztere, seine Gemalin, eine treffliche Pianistin, und in Wien, wo sie lebt, vornehmlich für den Unterricht sehr gesucht. Mertz, der erst vor wenigen Jahren (etwa 1860) gestorben, ist ein geborener Preßburger, der Sohn eines dortigen Bürgers. In seiner Vaterstadt erhielt er die erste Ausbildung im Violin-, Violoncell- und Guitarrespielen, dann später bildete er sich selbst fort und vervollkommnete sich so sehr, daß er in den Monat-Akademien des Preßburger Kirchenvereins, dessen Mitglied er war, öffentlich auftrat und großen Beifall erntete. Am 27. September 1840 spielte er in Preßburg zum letzten Male, dann trat er seine erste Kunstreise nach Wien, und als er dort sehr gefiel, in’s Ausland an, wo sein Spiel gleichfalls Anerkennung fand. Nun kehrte er nach Wien zurück, wo er, wie auch seine Frau, Unterricht in der Musik ertheilte. M. mochte, als er starb, etwa 50 Jahre alt geworden sein. Er hat auch Einiges für sein Instrument componirt. Die Original-Compositionen sind ohne Werth, hingegen hat er beliebte Tonstücke, insbesondere aus Opern, für sein Instrument gesetzt, und ein „Opern-Revue, Ausgewählte Melodien für die Guitarre“, welche an vierzig Nummern zählt, herausgegeben. Vor Jahren veröffentlichte er eine „Guitarrenschule“, welche von Kennern als seine verdienstlichste Arbeit bezeichnet wird. Von seinen übrigen Compositionen wären noch anzuführen: „Nachtviolen, Eine Reihe origineller melodischer Sätze“, 0p. 2; — „Cyanen, als Folge der Nachtviolen“, Op. 5; — „Sechs Schubert’sche Lieder, für Guitarre übertragen“; — „Barden-Klänge. Original-Compositionen“, Op. 13, Nr. 1—13; — „Portefeuille für Guitarrespieler. Leichte effectvolle Unterhaltungsstücke in Form kleiner Phantasien“, Heft 1—18, Op.16; — „Kukuk. Musikalische Rundschau. Kurze Unterhaltungsstücke, volksthümliche Melodien verschiedener Länder u. s. w. Für die Guitarre leicht spielbar eingerichtet und mit Fingersatz versehen“, Heft 1-12. — Auch seine Witwe, welche in Wien vom Lectionengeben lebt, hat sich in der Komposition versucht, und im Jahre 1860 ist eine „Polka des Gnomes“, für Pianoforte zu zwei Händen, von ihr bei Glöggl in Wien erschienen. [Allgemeine Wiener Musik-Zeitung. Von Dr. Aug. Schmidt (Wien, 4°) II. Jahrg, (1842), Nr. 137 u. 142, S. 570, — Frankl (L. U. Dr.), Sonntagsblätter (Wien, gr. 8°) II. Jahrg. (1843), S. 332.]“

- Gazette musicale de Paris Published by Gazette musicale de Paris, 1857
- 1 2 Wiener Allgemeine Musik-Zeitung; Von August Schmidt, Ferdinand Luib; Veröffentlicht von A. Strauss, 1841
- Allgemeiner musikalischer Anzeiger Von Ignaz Franz Castelli; Veröffentlicht von Hof und Haslinger., 1840

## Diskografie
- Caspar Joseph Mertz: Guitar Duos, Sonja Prunnbauer und Johannes Tappert auf historischen Gitarren (Titel: Wasserfahrt am Traunsee, Barcarole, Erinnerung an Ungarn I + II, Tarantelle, Nänien, Unruhe, Ständchen, Mazurka, Deutsche Weise, Vespergesang, Grande Fantaisie concertante La Rage), Musikproduktion Dabringhaus & Grimm, MDG Scene 603 1139-2, 2002
- Johann Kaspar Mertz: Bardenklänge, Op. 13, Adam Holzmann, Guitar, NAXOS 8.554556
- Caspar Joseph Mertz: Barden-Klänge, Graziano Salvoni, Guitar, BRILLIANT Classics 94473
- Mertz: Fantasias for solo guitar, Giuseppe Chiaramonte, Guitar, BRILLIANT Classics 95722, 2019